# Lophocalyx oregoni
Lophocalyx oregoni är en svampdjursart som beskrevs av Menshenina, Tabachnick, Lopes och L. Hajdu 2007. Lophocalyx oregoni ingår i släktet Lophocalyx och familjen Rossellidae.
Artens utbredningsområde är Mexikanska golfen. Inga underarter finns listade i Catalogue of Life.